# Людвиг III (король Баварии)
Лю́двиг III, Людо́вик III (Людвиг Луитпольд Иосиф Мария Алоиз Альфред, нем. Ludwig III., Ludwig Luitpold Joseph Maria Aloys Alfred; 7 января 1845, Мюнхен, Королевство Бавария — 18 октября 1921, Шарвар, Венгрия) — последний король Баварии (в 1913–1918) из дома Виттельсбахов, ранее — принц-регент (в 1912–1913) при своём предшественнике Отто I; сын принца-регента Луитпольда.

## Биография
Старший сын принца-регента Луитпольда и его жены эрцгерцогини Августы, Людвиг был назван в честь своего деда — короля Баварии Людвига I. Первые годы своей жизни он провёл в курфюрстских палатах мюнхенской резиденции и дворца Виттельсбахов. Затем семья переехала во дворец Лёйхтенберг.
В 1861 году Людвиг начал военную карьеру, когда его дядя король Максимилиан присвоил ему чин лейтенанта 6-го егерского батальона. Год спустя принц поступил в Мюнхенский университет, где изучал экономику и право. В 18 лет как принц королевского дома он автоматически стал членом сената Баварии.
В 1866 году, во время Австро-прусской войны, когда Бавария воевала на стороне Австрии против Пруссии, Людвиг находился в действующей армии в чине обер-лейтенанта. В сражении при Хельмштедте он был ранен. За участие в военных действиях принц был награждён рыцарским крестом I класса.
Ещё будучи вторым в очереди к баварскому престолу, принц Людвиг был в 1896 году в Москве на коронационных торжествах Николая II, сопровождая Генриха Прусского, брата германского императора. Когда им представилась депутация от московских немцев, её председатель выразил радость видеть в Москве принца Генриха «и в его свите столько немецких принцев». Принц Людвиг резко заметил: «я протестую против этого выражения; мы не вассалы, а союзники германского императора; в качестве таковых мы были верны ему уже 25 лет тому назад, во время войны». За эту речь на Людвига нападали прусские консервативные, национал-либеральные и отчасти даже «свободомыслящие» газеты; однако его горячо защищали баварские газеты.
В течение всей своей жизни Людвиг интересовался сельским хозяйством. Ещё в 1868 году был избран почётным президентом центрального комитета баварского сельскохозяйственного общества. В 1875 году приобрёл замок Лёйштеттен и создал при нём образцовое молочное хозяйство. Также принц интересовался новыми технологиями, особенно гидроэнергетикой. В 1891 году при его участии было создано Общество Баварского канала, которое планировало соединить Рейн с морем. В 1896 году стал почётным членом Баварской Академии наук.
В 1906 году принц высказался за установление в Баварии всеобщего избирательного права, в результате чего его позиция получила одобрение со стороны главы немецких социалистов Августа Бебеля.
Прусский генерал-фельдмаршал (26 июня 1915 года).

## Семья
20 февраля 1868 года в Вене принц Людвиг женился на единственной дочери покойного эрцгерцога Эсте-Австрийского Фердинанда — Марии Терезии. Этот брак позволил принцу значительно улучшить его материальное положение, так как покойному эрцгерцогу принадлежало множество различных имений по всей Европе.
Необходимо заметить, что брак был чрезвычайно удачным не только с экономической точки зрения. Супруги были счастливы в нём и имели 13 детей. Франц, нынешний глава дома Виттельсбахов с 1996 года, приходится им правнуком.
Выжившие дети:
- Рупрехт (1869—1955), кронпринц Баварии;
- Адельгунда (1870—1958), супруга Вильгельма Гогенцоллерн-Зигмаринген;
- Мария Людовика Терезия (1872—1954), супруга Фердинанда Пия Бурбон-Сицилийского;
- Карл (1874—1927);
- Франц (1875—1957);
- Матильда (1877—1906), супруга Людвига Гастона Саксен-Кобург-Готского;
- Вольфганг (1879—1895);
- Гильдегарда (1881—1948);
- Вильтруда (1884—1975), супруга Вильгельма фон Ураха;
- Гельмтруда (1886—1977);
- Гунделинда (1891—1983).

## Правление
После смерти отца Людвиг стал регентом Баварии. Однако в целом население поддерживало идею, чтобы Людвиг, которому было уже 67 лет, стал королём. Для этого были внесены изменения в конституцию Баварии, куда вводился пункт, что если монарх в течение 10 лет не может исполнять свои обязанности по состоянию здоровья, это является поводом к его смещению. На основании этого пункта (за который проголосовало большинство в верхней и нижней палатах баварского парламента) Отто I был отстранён от власти (о чём он, вполне вероятно, даже и не узнал), и Людвиг 5 ноября 1913 года стал последним королём Баварии (присягнул 8 ноября).
В целом правление носило умеренно консервативный характер. В своей социальной политике Людвиг ориентировался на папскую энциклику De Rerum Novarum. Премьер-министр Баварии Георг фон Гёртлинг, назначенный ещё отцом короля, сохранял этот пост. Несмотря на свой титул, король не забросил своё увлечение сельским хозяйством (хозяйство Лёйштеттен по прежнему продолжало оставаться образцовым), в результате чего он получил сатирическое прозвище «Молочный фермер» (нем. Millibauer).
Однако Первая мировая война положила конец этому пасторально-патриархическому правлению. Людвиг сразу выразил поддержку политике Вильгельма, при этом рассчитывая, что при победе Германии территория Баварии расширится за счёт сопредельных государств. Но постепенно ситуация в государстве ухудшалась. Обвиняемый в демонстрации слепой лояльности Пруссии, Людвиг становился всё более и более непопулярным в Баварии. После начала Ноябрьской революции король 7 ноября 1918 года бежал из дворца и 13 ноября 1918 года отрёкся от престола. Одна из старейших монархий Европы прекратила своё существование.

## Последние годы
После того, как в феврале 1919 года Курт Эйснер был убит монархистом, бывший король, посчитав, что может стать мишенью для возмездия, уехал в Австрию, а затем в Лихтенштейн и Швейцарию. В апреле 1920 года он возвратился в Баварию и жил в замке Вильденварт. Там он оставался до сентября 1921 года, когда предпринял путешествие в своё имение в Шарвар в Венгрии, где и умер 18 октября 1921 года.
5 ноября 1921 года тело Людвига было возвращено в Мюнхен вместе с телом жены, которая умерла в феврале 1919 года. Бывшему королю и его супруге были устроены торжественные государственные похороны, а их тела помещены в склеп кафедрального собора Богородицы (Фрауэнкирхе).